# Мориконе
Мориконе (итал. Moricone) је насеље у Италији у округу Рим, региону Лацио.
Према процени из 2011. у насељу је живело 2383 становника. Насеље се налази на надморској висини од 293 м.

## Становништво
Према резултатима пописа становништва 2011. у општини је живело 2.683 становника.
| 1931. | 1936. | 1951. | 1961. | 1971. | 1981. | 1991. | 2001. | 2011. |
| ----- | ----- | ----- | ----- | ----- | ----- | ----- | ----- | ----- |
| 1.891 | 2.036 | 1.973 | 1.964 | 2.088 | 2.139 | 2.307 | 2.354 | 2.683 |